# آزمون آدمک گودیناف

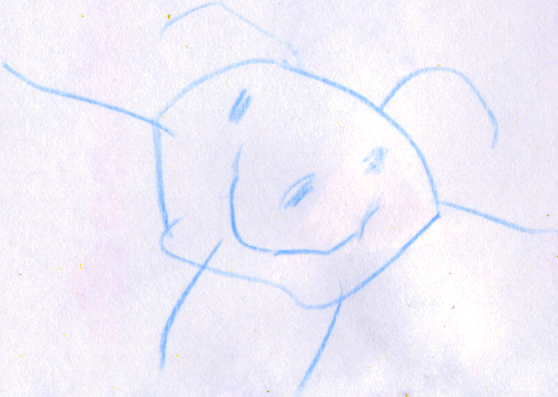
آدمك خندان؛ رسم شده توسط كودكي 4.5 ساله

آزمون آدمک گودیناف (Goodenough–Harris Draw-a-Person test یا Goodenough–Harris Draw-a-Person test) آزمونی است که توسط آلفرد بینه و تئودور سیمون (کسانی که اولین آزمون هوشی را ابداع کردند) مطرح شد و اعتقاد داشتند که بین سن عقلی کودکان و توانایی ترسیم همبستگی بالایی وجود دارد. امروزه آزمون آدمک چه به صورت مستقل و چه به صورت مکمل آزمون‌های وکسلر و استنفردبینه بکار گرفته می‌شود.